# Sending All My Love
"Sending All My Love" (em português:  Enviando Todo Meu Amor) é o primeiro single do álbum Linear, lançado pelo grupo de freestyle Linear em 1990. É a canção de maior sucesso do grupo, alcançando a posição #5 na Billboard Hot 100 e foi certificada Ouro pelas mais de quinhentas mil cópias vendidas nos Estados Unidos.
No Brasil, a canção entrou na trilha sonora da novela Mico Preto. Tambem no Brasil, o single inspirou a paródia "Janis on My Mind", criada pelo grupo humorístico Hermes e Renato, para o quadro da personagem Joselito.

## Faixas
E.U.A. 12" Single (1989)
| N.º | Título                                    | Duração |  |
| 1.  | "Sending All My Love" (Extended Club Mix) | 6:50    |  |
| 2.  | "Sending All My Love" (Jones Beats)       | 3:07    |  |
| 3.  | "Sending All My Love" (Accapella)         | 2:05    |  |
| 4.  | "Sending All My Love" (Instrumental Dub)  | 5:31    |  |
| 5.  | "Sending All My Love" (Vocal Dub)         | 3:58    |  |
| 6.  | "Sending All My Love" (Radio Mix)         | 3:48    |  |

E.U.A. 12" Single (1990)
| N.º | Título                                | Duração |  |
| 1.  | "Sending All My Love" (1990 Club Mix) | 8:16    |  |
| 2.  | "Sending All My Love" (Radio Mix)     | 3:52    |  |
| 3.  | "Sending All My Love" (Instrumental)  | 3:43    |  |

Alemanha 12" Single (1990)
| N.º | Título                                 | Duração |  |
| 1.  | "Sending All My Love" (1990 Club Mix)  | 8:18    |  |
| 2.  | "Sending All My Love" (1990 House Mix) | 5:00    |  |
| 3.  | "Sending All My Love" (Radio Mix)      | 3:52    |  |

## Desempenho nas paradas musicais
| Parada musical (1990)                               | Melhor posição |
| --------------------------------------------------- | -------------- |
| Canadá (RPM Top 100 Singles)                        | 20             |
| Canadá (RPM Dance/Urban)                            | 3              |
| Estados Unidos (Billboard Hot 100)                  | 5              |
| Estados Unidos (Hot Dance Music/Maxi-Singles Sales) | 8              |
| Nova Zelândia (RIANZ)                               | 13             |

| Parada de fim de ano (1990)              | Melhor posição |
| ---------------------------------------- | -------------- |
| Canadá (RPM Top 50 Dance Tracks of 1990) | 32             |
| Estados Unidos (Billboard Hot 100)       | 31             |

## Certificações
| País                  | Certificação | Data               | Vendas certificadas |
| --------------------- | ------------ | ------------------ | ------------------- |
| Estados Unidos - RIAA | Ouro         | 18 de Maio de 1990 | 500,000             |